# Fadouma Dia
Fadouma Dia (* 12. Februar 1976) ist eine ehemalige senegalesische Fußballschiedsrichterin.
Ab 2005 stand sie auf der Liste der FIFA-Schiedsrichter und leitete internationale Fußballspiele.
Bei der Afrikameisterschaft 2010 in Südafrika leitete Dia vier Spiele, darunter das Finale zwischen Nigeria und Äquatorialguinea (4:2).
Zudem war sie bei der U-20-Weltmeisterschaft 2012 in Japan und bei der Afrikameisterschaft 2014 in Namibia im Einsatz.